# Corona (Californië)
Corona is een stad in de Amerikaanse staat Californië en telt 157.136 inwoners (2020). Het is hiermee de 170e stad in de Verenigde Staten (2000). De landoppervlakte bedraagt 90,9 km², waarmee het de 182e stad is.
De stad is bij muzikanten bekend omdat de Amerikaanse gitarenfabriek van muziekinstrumentenfabrikant Fender er is gevestigd.

## Demografie
Van de bevolking is 5,8% ouder dan 65 jaar en bestaat voor 14,4% uit eenpersoonshuishoudens. De werkloosheid bedraagt 4,5% (cijfers volkstelling 2000).
Ongeveer 35,7% van de bevolking van Corona bestaat uit hispanics en latino's, 6,4% is van Afrikaanse oorsprong en 7,5% van Aziatische oorsprong.
Het aantal inwoners steeg van 76.181 in 1990 naar 124.966 in 2000. In 2020 bedroeg het aantal inwoners 157.136.

## Klimaat
In januari is de gemiddelde temperatuur 12,2 °C, in juli is dat 24,1 °C. Jaarlijks valt er gemiddeld 300,5 mm neerslag (gegevens op basis van de meetperiode 1961-1990).

## Plaatsen in de nabije omgeving
De onderstaande figuur toont nabijgelegen plaatsen in een straal van 24 km rond Corona.

## Geboren
- Amanda Nguyen (1991), burgerrechtenactivist en astronaut
- Michael Parks (1940-2017), acteur en zanger
- Tyler Hoechlin (1987), acteur